# Cyrus Wesley Peck
Pour les articles homonymes, voir Peck.
Cyrus Wesley Peck (26 avril 1871-27 septembre 1956) est un militaire récompensé de la croix de Victoria et un homme politique canadien de la Colombie-Britannique. Peck est l'un des sept militaires canadiens récipiendaires de la croix de Victoria pour leur action le 2 septembre 1918 lors de la bataille le long de la ligne Drocourt-Quéant près d'Arras en France.
Il est député fédéral unioniste de la circonscription britanno-colombienne de Skeena de 1917 à 1921.
Il est aussi député provinciale conservateur de la circonscription britanno-colombienne de The Islands de 1924 à 1933.

## Biographie
Né à Hopewell Hill (en) au Nouveau-Brunswick, Peck naît dans une famille de parents provenant de la Nouvelle-Angleterre en 1763.
À l'âge de 16 ans, il s'installe à New Westminster en Colombie-Britannique avec son père. Effectuant son service militaire, il traverse ensuite l'Atlantique pour s'enroler dans l'Armée britannique. Revenant au Canada, il tente sans succès de participer à la Guerre des Boers. Il part ensuite pour le Klondike dans le Yukon. Lors du déclenchement de la Première Guerre mondiale, il travaille dans une cannerie de saumon à Prince Rupert.

## Première Guerre mondiale
Major dans le 30e Bataillon dès 1914, il devient lieutenant-colonel du The Canadian Scottish Regiment (Princess Mary's) du Corps expéditionnaire canadien en 1915. Il participe en tant qu'officier lors de la bataille de la Somme et est récompensé de l'ordre du Service distingué (DSO) en 1917.

## Après la guerre

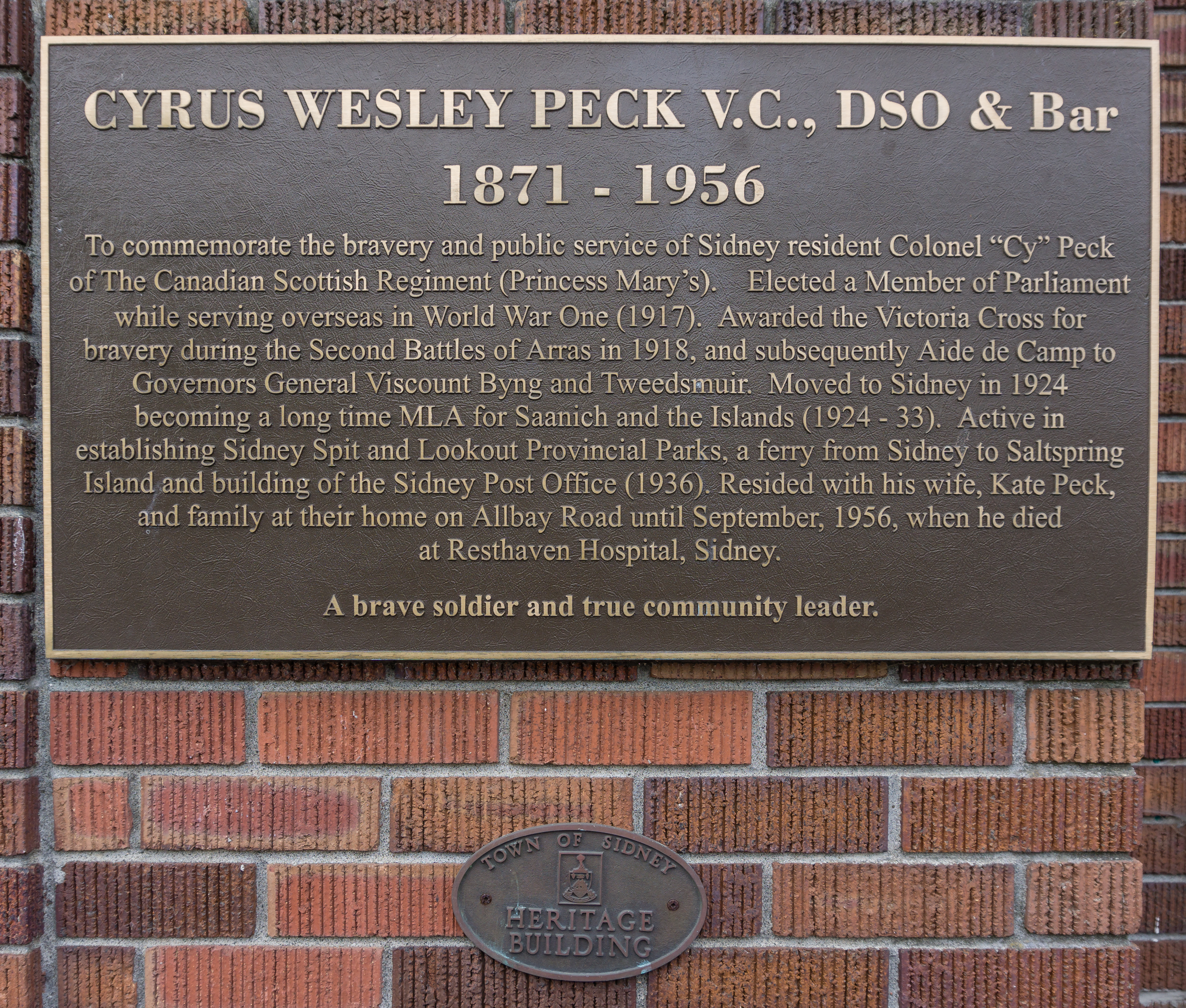
Place mémoriale dédiée à Cyrus Wesley Peck à Sidney en Colombie-Britannique.

S'impliquant en politique fédérale canadienne et provinciale britanno-colombienne, il siège au Régime de pensions du Canada jusqu'en 1941.
En 1930, la Gulf Islands Ferry Company acquiert le ferry SS Island Princess (en) et le renomme MV Cy Peck en son honneur. Le ferry demeure en opération jusqu'en 1966.
Peck meurt d'une crise cardiaque en septembre 1956 et est inhumé au New Westminster Crematorium de Vancouver. Sa croix de Victoria est exposée au musée canadien de la guerre d'Ottawa.
Une plaque à l'intérieur de la Chambre des communes du Canada est dédiée au lieutenant-colonel Cyrus Wesley Peck.